# Семенецкий
Семенецкий — хутор в Измалковском районе Липецкой области.
Входит в состав Лебяженского сельсовета.

## География
Хутор Семенецкий находится на обеих берегах реки Полевые Локотцы, северо-восточнее расположена деревня Островки.
Через хутор проходит просёлочная дорога, рядом имеется лесной массив.

## Население
| 2010 |
| ---- |
| 0    |